# Lord-lieutenant du Leicestershire
Ceci est une liste de personnes qui ont servi comme Lord Lieutenant du Leicestershire. Depuis 1703, tous les Lord Lieutenants ont été également Custos Rotulorum of Leicestershire.

## Lord Lieutenants
- Henry Grey, 3e marquis de Dorset 1549–1551
- Francis Hastings, 2e comte de Huntingdon 1551–1552
- Henry Grey, 1er duc de Suffolk 1552–1554
- Francis Hastings, 2e comte de Huntingdon 1554 – 20 juin 1561 conjointement avec
- Henry Hastings, 3e comte de Huntingdon 1559 – 14 décembre 1595
- George Hastings, 4e comte de Huntingdon 2 octobre 1596 – 30 décembre 1604
- vacant
- Henry Hastings, 5e comte de Huntingdon 16 mai 1607 – 1642 conjointement avec
- Ferdinando Hastings, 6e comte de Huntingdon 27 décembre 1638 – 1642
- Henry Grey, 1er comte de Stamford 1642–? (Parlementaire)
- Interregnum
- Henry Hastings, 1er baron Loughborough 14 janvier 1661 – 10 janvier 1667
- John Manners (8e comte de Rutland) 14 février 1667 – 7 juillet 1677
- John Manners, 9e comte de Rutland 7 juillet 1677 – 11 aout 1687
- Theophilus Hastings, 7e comte de Huntingdon 11 aout 1687 – 6 avril 1689
- John Manners, 9e comte de Rutland 6 avril 1689 – 24 mars 1703
- Basil Feilding, 4e comte de Denbigh 24 mars 1703 – 1er juillet 1706
- John Manners (1er duc de Rutland) 1er juillet 1706 – 10 janvier 1711
- Basil Feilding (4e comte de Denbigh) 8 septembre 1711 – 3 décembre 1714
- John Manners (2e duc de Rutland) 3 décembre 1714 – 22 February 1721
- John Manners (3e duc de Rutland) 26 avril 1721 – 29 mai 1779
- Charles Manners (4e duc de Rutland) 16 juillet 1779 – 24 octobre 1787
- Henry Somerset (5e duc de Beaufort) 14 décembre 1787 – 21 octobre 1799
- John Manners (5e duc de Rutland) 21 octobre 1799 – 20 janvier 1857
- Charles Manners (6e duc de Rutland) 13 février 1857 – 3 mars 1888
- Richard Curzon-Howe (3e comte Howe) 19 juin 1888 – 25 septembre 1900
- Henry Manners (8e duc de Rutland) 7 novembre 1900 – 8 mai 1925[1]
- Arthur Grey Hazlerigg, 1er baron Hazlerigg 27 juillet 1925 – 25 mai 1949
- Robert Godfrey Wolseley Bewicke-Copley, 5e baron Cromwell 2 août 1949 – 21 octobre 1966
- Col. Sir Robert Andrew St George Martin, KCVO 5 avril 1966 – 24 avril 1989
- Sir Timothy Gerald Martin Brooks, KCVO 24 avril 1989 – 24 février 2003[2]
- Jennifer, Lady Gretton 24 février 2003 – présent[3]

## Deputy Lieutenants
Liste active depuis avril 2016
- R C Barber
- G G Bodiwala
- R L Brucciani
- Robert Burgess
- Hazel Byford
- R B Collins
- R J N Conley
- G A A M P de Lisle
- R A S Everard
- A J Granger
- W J Hurrell
- R S Hurwood
- F Hussain
- D J Knowles
- Michael Latham
- Dr A I A Lennox
- E J Martin
- R C J Martin
- I M McAlpine
- S Nagdi
- H M Pearson
- N J Samani
- R Singh Sandhu
- W K Stevens
- Bridget Towle
- P J Wheeler
- D W Wilson
- D J Wyrko
- Jonathan Agnew
- Dave Andrews
- Sally Bowie
- Mike Kapur
- David Lindley
- Riaz Ravat
- Elisabeth Turnbull
- David Wilson

## Previous Deputy Lieutenants
- Samuel Francis Stone,. mars 1901 [5]